# Tagił (rzeka)
Tagił (ros. Тагил) – rzeka w azjatyckiej części Rosji, znajdująca się na terenie obwodu swierdłowskiego. Prawy dopływ Tury

## Charakterystyka
Rzeka przepływa przez terytorium obwodu swierdłowskiego, a łączna jej długość wynosi 414 kilometrów. Powierzchnia jego dorzecza wynosi 10 100 kilometrów kwadratowych. Przepływa głównie przez tereny zalesione, aż w końcu uchodzi do rzeki Tury. Średni przepływ wynosi 40 m³/s, a szerokość rzeki waha się w zależności od obszaru od 40 do 70 metrów. Tagił jest jedną z najbardziej zanieczyszczonych rzek na terenie obwodu swierdłowskiego. Nad jej brzegami w czasach Związku Radzieckiego ulokowano wiele zakładów przemysłowych, które doprowadziły do skażenia rzeki. 
Sama nazwa rzeki ma natomiast pochodzenie tatarskie, a pierwsza o niej wzmianka w źródłach rosyjskich pochodzi z 1605 roku. Pierwszy raz została naniesiona na mapy państwa rosyjskiego w 1627 roku. Mimo zanieczyszczenia rzeka jest wykorzystywana przez wędkarzy. Jest to jednocześnie jeden z najstarszych szlaków wodnych na tym obszarze Rosji. W hydrologicznym rejestrze Federacji Rosyjskiej otrzymała numer 111200509. Najważniejsze miejsca leżące nad Tagilem to przede wszystkim Niżny Tagił i Wierchnyj Tagił.